# Dirophanes flavimarginalis
Dirophanes flavimarginalis là một loài tò vò trong họ Ichneumonidae.